# Vrangfoss

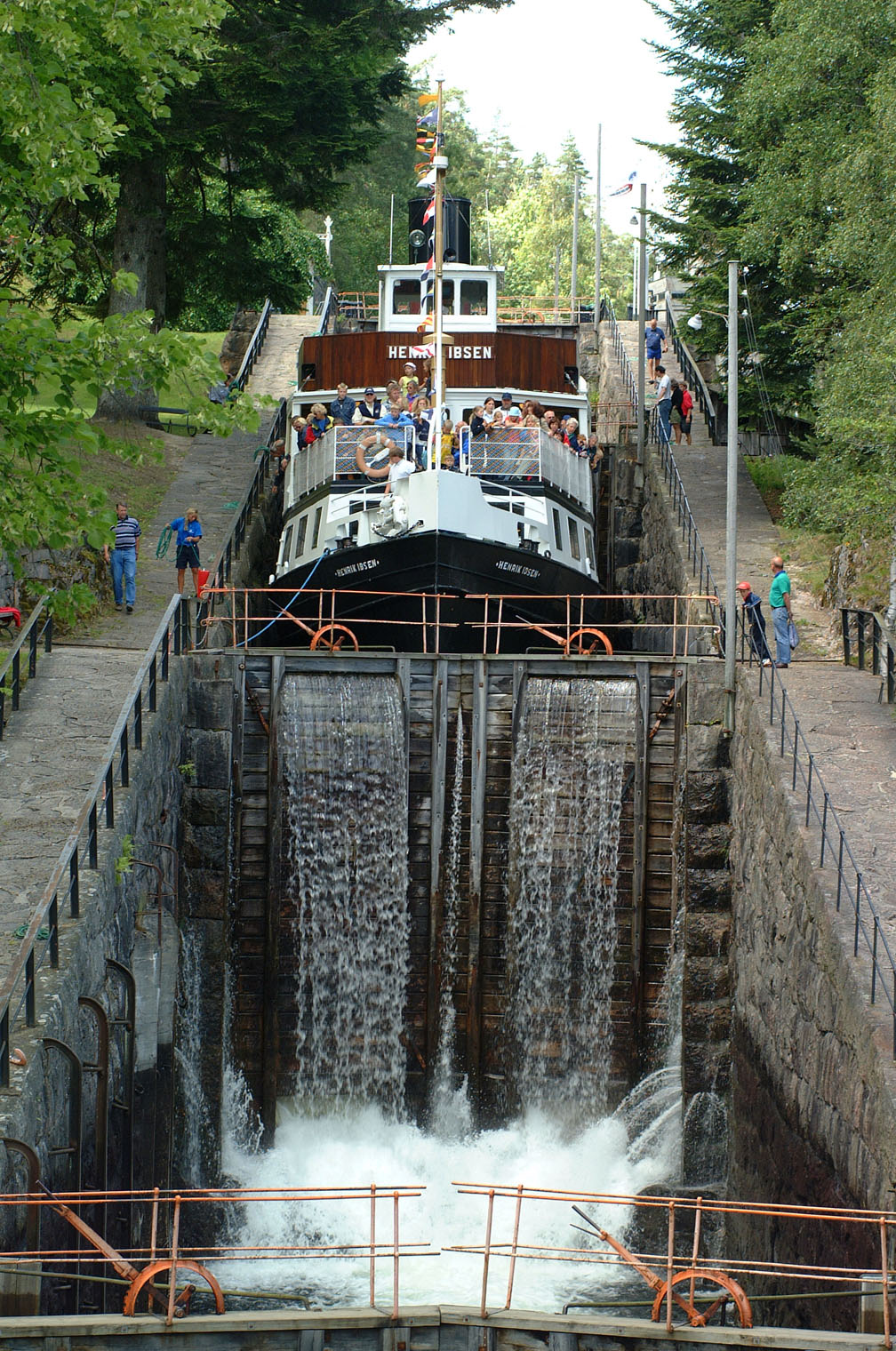
Die Schleusenanlage Vrangfoss

Vrangfoss ist der Name der größten Schleuse des Telemarkkanals in Norwegen. Sie befindet sich an einem Abzweig des Rv 359 zwischen den Orten Ulefoss und Lunde in der Telemark. Die Entfernung auf dem Wasserweg sind 30 km nach Skien und 75 km nach Dalen.

## Namensherkunft
Der Name leitet sich von dem Wasserfall Vrangfoss ab. Der Fluss Eidselv, der die Seen Nomevatnet und Norsjø verbindet, stürzte hier vor dem Bau des Telemarkkanals auf einer Länge von zwei Kilometern durch einen engen Felseinschnitt 25 Meter in die Tiefe. Das Flößen war an dieser Stelle unmöglich und es passierte, dass Baumstämme jahrelang hängen blieben, und es oft unmöglich war, die Stämme loszubekommen. 14 Arbeitskräfte waren das ganze Jahr damit beschäftigt, die Stämme zu ordnen und zu lösen. Das Aneinanderreiben der Stämme konnte sogar dazu führen, dass die Baumstämme sich entzündeten. Mit dem Bau des Kanals wurde eine Staumauer errichtet, so dass der Wasserfall heute nicht mehr existiert.

## Schleusenanlage

Die Schleusenanlage um 1900

Die Schleusenanlage wurde in Form einer Schleusentreppe im Rahmen des Baus des Norsjø-Bandak-Kanals (kurz auch: Bandak-kanal) 1887–1892 gebaut. Der untere Flusslauf liegt auf 36 m.o.h., der obere auf 59 m.o.h., sie überwindet damit eine Höhe von 23 Metern. Es gibt fünf separate Schleusenkammern, die Tore sind jeweils etwa acht Meter hoch und wiegen 11,5 Tonnen. Die Torbalken sind etwa 23,5 bis 28 cm stark und bis zu 51 cm breit. Die Tore werden auch heute noch von Hand bedient.
An der Bergwand am unteren Kanallauf ist das Monogramm von König Oscar II. und Prinz Eugen in den Fels gehauen, die die Schleuse am 29. Oktober 1893 besuchten.

## Weitere Gebäude
Von den ehemaligen Gebäuden an der Schleuse existierten heute noch eine alte Schmiede, die Wachstube und das Wohnhaus des Schleusenmeisters.

### Sägewerk
Unterhalb der Schleuse befindet sich ein Sägewerk, das auch heute noch benutzt wird. Hier werden die riesigen Schleusentore gezimmert und andere Ersatzteile gefertigt. Nach dem Zuschnitt können die Bauteile direkt über den unteren Kanallauf oder über den Landweg zur Schleuse gebracht werden.

### Staumauer und Kraftwerk
Die Staumauer neben der Schleusenanlage ist 32 Meter hoch und an ihrem Fußende bis zu 21 Meter dick. Durch den Bau wurde der Flusslauf bis Lunde um einige Meter aufgestaut. Das alte Nadelwehr wurde 1962 durch ein Betonwehr ersetzt.
Der untere und der obere Kanallauf ist jeweils mit einem Steinwall vom Fluss abgeschirmt, so dass der Einlauf in den Kanal in ruhigem Fahrwasser ist.
Das Wasserkraftwerk liegt auf der anderen Seite der Schleusenanlage. Der Eigentümer ist Cappelen ANS, Norsk Hydro hat jedoch das Anrecht auf den größten Teil der Produktion. Das Kraftwerk ist seit 1962 in Betrieb. Die Fallhöhe beträgt 23 Meter und die Energie wird mit Hilfe zweier Kaplan-Turbinen umgewandelt. Sie hat eine Leistung von 35 MW und eine mittlere Jahresproduktion von 190 GWh im Jahr.

### Brücken
In unmittelbarer Nähe der Schleuse gibt es zwei Brücken:
- Ein Nachbau der alten Holzbrücke befindet sich unterhalb der Schleuse. Die Brücke überquert den Bach Eiebekken.
- Der Fylkesvei 102 (Fv 102) überquert den Fluss Eidselv unterhalb der Schleuse. Die Straße verläuft über eine Stahlbrücke, die 1958 gebaut wurde.

## Tourismus
Vragfoss wird im Sommer sowohl von Linienschiffen als auch von Sportbooten befahren. Die Durchfahrung der Schleusenanlage dauert eine Stunde – Kanuten können die Schleuse umtragen.
Folgende historische Schiffe fahren auf dem Kanal im Linienverkehr:
- M/S Victoria ist die „Königin des Kanals“ und wurde 1882 gebaut.
- M/S Henrik Ibsen stammt von 1907 und war ursprünglich in Schweden im Einsatz. Sie ist nach Henrik Ibsen benannt, der in Skien seine Heimat hatte.
- M/S Skarsfos von 1909 ist seit 2002 ist nach langer Renovierungszeit wieder im Einsatz.
- M/S Telemarken von 1951.

Die nationale Fahrradroute 2 führt an Vrangfoss vorbei.